# Coupoudoutourame
Coupoudoutourame war ein Längen- und Wegemaß in Ponduchery im Französisch-Indien.
- 1 Coupoudoutourame = 415,8 Meter
- 1 Coupoudoutouram = 200 Vilcadés
- 4 Coupoudoutourams = 1 Najiguré = 800 Vilcadés (1 V. = 921,6035 Pariser Linien = 2,07898 Meter) = 1663,18 Meter